# Distretto di Balatonfüred
Il distretto di Balatonfüred (in ungherese Balatonfüredi járás) è un distretto dell'Ungheria, situato nella provincia di Veszprém.